# Man to Man (serie televisiva)
Man to Man (맨투맨?, Maen tu maenLR) è una serie televisiva sudcoreana trasmessa dal 21 aprile al 10 giugno 2017 su JTBC. A livello internazionale è stata pubblicata e sottotitolata in più di venti lingue differenti lo stesso giorno della messa in onda originale sul servizio on demand Netflix.

## Trama
Kim Seol-woo è un agente del NIS, un uomo misterioso dai molti talenti addestrato nelle indagini speciali. Una di esse consiste nel recuperare tre statuette di legno appartenute al presidente del chaebol Songsan. Per riuscirci, si fa assumere come guardia del corpo dal celebre attore Yeo Un-gwang. Stando al suo servizio, Seol-woo si innamora di Cha Do-ha, la manager di Un-gwang.

## Personaggi

### Principali
- Kim Seol-woo/Agente K, interpretato da Park Hae-jin
- Yeo Un-gwang, interpretato da Park Sung-woong
- Cha Do-ha, interpretata da Kim Min-joung
- Song Mi-eun, interpretata da Chae Jung-an
- Mo Seung-jae, interpretato da Yeon Jung-hoon

### Secondari
- Cha Myeong-seok, interpretato da Kim Byung-se
Padre di Do-ha.
- Park Song-i, interpretata da Kim Bo-mi
Amica e coinquilina di Do-ha.
- SegretarioJang, interpretato da Kim Hyun-jin
- Ji Chang-wook, interpretato da Jeon Kook-hwan
- Mo Jae-young, interpretato da Lee Min-ho
- Jang Tae-ho, interpretato da Jang Hyun-sung
- Im Suk-hoon, interpretato da Kang Shin-il
- Procuratore Lee Dong-hyun, interpretato da Jeong Man-sik
- Robert Yoon/Agente Y, interpretato da Kim Jong-goo
- Ji Se-hoon, interpretato da Lee Si-eon
- Yang Sang-sik, interpretato da Oh Hee-joon
- Choi Seol-a, interpretata da Han Ji-seon
- Son Jung-hye, interpretata da Lee Ah-jin
- Baek In-soo, interpretato da Cheon Ho-jin
- Seo Ki-chul, interpretato da Tae In-ho
- Yong Jae-min, interpretato da Moon Jae-won
- Choi Jae-hyuk, interpretato da Jo Seung-yeon
- Sharon Kim, interpretata da Oh Na-ra
- Pi Eun-soo, interpretata da Shin Joo-a
- Lee Hyuk-joon, interpretato da Lee Jun-hyeok

### Apparizioni speciali
- Petrov, interpretato da David Lee McInnis
- Mo Byung-do, interpretato da Jeon Gook-hwan
- Impiegato di banca, interpretato da Song Joong-ki
- Attore, interpretato da Namkoong Min
- Procuratore generale, interpretato da Jung Dong-gyu
- Park Joon-won, interpretato da Son Jong-hak
- Boss mafioso, interpretato da Rátóti Zoltán

## Produzione
La prima lettura del copione si tenne il 3 ottobre 2016; le riprese iniziarono il 17 ottobre e si conclusero il 6 marzo 2017. Si svolsero tra Seul e Budapest.

## Ascolti
| Episodio | Data di trasmissione | Dati AGB            | Dati AGB                   | Dati TNMS           |
| Episodio | Data di trasmissione | A livello nazionale | Area metropolitana di Seul | A livello nazionale |
| -------- | -------------------- | ------------------- | -------------------------- | ------------------- |
| 1        | 21 aprile 2017       | 4,055%              | 4,808%                     | 3,6%                |
| 2        | 22 aprile 2017       | 4,074%              | 4,535%                     | 4,1%                |
| 3        | 28 aprile 2017       | 2,527%              | 2,866%                     | 2,4%                |
| 4        | 29 aprile 2017       | 3,462%              | 3,835%                     | 3,0%                |
| 5        | 5 maggio 2017        | 3,229%              | 3,682%                     | 2,4%                |
| 6        | 6 maggio 2017        | 2,452%              | 2,379%                     | 2,8%                |
| 7        | 12 maggio 2017       | 3,289%              | 3,569%                     | 3,7%                |
| 8        | 13 maggio 2017       | 4,028%              | 4,612%                     | 3,7%                |
| 9        | 19 maggio 2017       | 2,988%              | 3,277%                     | 2,5%                |
| 10       | 20 maggio 2017       | 2,356%              | 2,240%                     | 3,0%                |
| 11       | 26 maggio 2017       | 2,828%              | 3,284%                     | 2,9%                |
| 12       | 27 maggio 2017       | 3,290%              | 3,722%                     | 3,0%                |
| 13       | 2 giugno 2017        | 2,498%              | 2,964%                     | 2,5%                |
| 14       | 3 giugno 2017        | 3,092%              | 3,511%                     | 3,4%                |
| 15       | 9 giugno 2017        | 2,601%              | 2,809%                     | 2,8%                |
| 16       | 10 giugno 2017       | 4,022%              | 4,436%                     | 3,9%                |
| Media    | Media                | 3,174%              | 3,533%                     | 3,1%                |

## Colonna sonora
1. Take Your Hand – VIXX
2. Destiny (운명처럼) – Park Bo-ram e Basick
3. The Reasons (너란 이유) – Huh Gak
4. Full of Wonders (신비로운 걸) – Vromance
5. Open Your Mind (마음아 열려라) – Mamamoo
6. Aurora (오로라) – Yangpa
7. Map of Heart (마음의 지도) – Standing Egg
8. You – Czaer feat. Far East Movement e Babylon
9. Temperature of Tears (눈물의 온도) – Soul Latido